# Nipah virus
Il Nipah virus, il cui nome scientifico è Nipah henipavirus, è un virus a RNA appartenente al genere Henipavirus. Viene trasmesso dai pipistrelli e causa l'infezione da virus Nipah, una malattia con un alto tasso di mortalità che colpisce sia l'uomo che altri animali. Numerose epidemie causate da questo virus si sono verificate nel sud-est asiatico.

## Storia
Nel 1998, in un allevamento di suini del villaggio di Kampung Baru Sungai Nipah, nello stato del Negeri Sembilan, in Malaysia peninsulare, venne identificato un focolaio di una malattia neuronale con sintomi respiratori acuti, che ha portato al contagio di 265 esseri umani e 105 morti. Solo nel 1999 si scoprì che l'infezione era causata da un virus, che venne appunto chiamato come la località in cui era stato scoperto: Nipah. Questo focolaio provocò l'abbattimento di un milione di maiali, ma nonostante questo la malattia raggiunse Singapore, dove si verificarono 11 contagi e 1 decesso. La maggior parte dei contagi si verificarono in lavoratori addetti alla macellazione che vennero in contatto con i suini importati dagli allevamenti malesi dove si era diffusa la malattia.
I sintomi dell'infezione erano principalmente encefalitici nell'uomo e respiratori nei suini, tant'è che l'epidemia venne originariamente scambiata per encefalite giapponese che aveva effettuato un salto di specie verso i suini. Presto si capì che si trattava di una malattia diversa, poiché anche le persone vaccinate contro l'encefalite giapponese non erano protette dall'epidemia in corso. Le epidemie successive del 2001, del 2003, del 2004 e del 2005, causarono anche malattie respiratorie nell'uomo, aumentando la probabilità di trasmissione da uomo a uomo e indicando l'esistenza di ceppi più pericolosi del virus.
Nel 2001, il virus venne segnalato nel Meherpur, un distretto del Bangladesh, e nel Siliguri, una municipalità indiana. In Bangladesh l'epidemia apparse nuovamente nel 2003, nel 2004 e nel 2005 nei distretti di Naogaon, Manikganj, Rajbari, Faridpur e Tangail. I focolai di infezione sembrano verificarsi generalmente in inverno.
Dopo l'epidemia di Ebola del 2016, l'OMS ha stilato una lista di virus che potrebbero essere la causa di una futura epidemia o pandemia. Tra questi c'è anche il virus Nipah.
Nel settembre 2021, il virus Nipah è riemerso in Kerala, India, uccidendo un bambino di 12 anni.

## Distribuzione geografica
L'RNA virale è stato isolato dalle urine e dalla saliva di Pteropus lylei in Cambogia e da quelle di Hipposideros larvatus in Thailandia. Il virus è stato anche isolato da campioni ambientali di frutta parzialmente mangiata in Malesia. Anticorpi contro il virus sono stati ritrovati nel sangue di Pteropus rufus e Eidolon dupreanum, il cui areale è il Madagascar e in Eidolon helvum che vive in Ghana indicando che il virus ha un'ampia distribuzione geografica. Nessuna infezione di esseri umani è stata osservata in Cambogia, Thailandia o Africa a partire da maggio 2018.

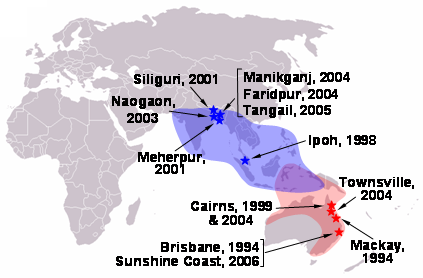
Areale di Pteropus lylei, serbatoio naturale di Nipah virus. Le stelline indicano i focolai noti.
Areale di Pteropus hypomelanus, serbatoio naturale di Hendra virus. Le stelline indicano i focolai noti.

## Struttura
La particella virale è avvolta da un pericapside di forma filamentosa o sferica, mentre il capside invece è elicoidale. Il genoma del virus è contenuto nel capside, ed è una molecola di RNA a singolo filamento negativo, lunga circa 18 kb. Sulla sequenza nucleotidica sono codificate:
- 6 proteine strutturali: N (nucleocapside), P (fosfoproteina), M (matrice), F (fusione), G (glicoproteina) e L (RNA polimerasi).
- 3 proteine non strutturali, C, V e W.
- 2 glicoproteine dell'involucro: G si assembla come un tetramero per formare l'anti-recettore virale, che si lega al recettore sulla cellula ospite, ed F forma un trimero, il quale media la fusione della membrana.[19][20]

## Interazioni con le proteine umane
I recettori delle efrine B2 e B3 sono stati identificati come i principali bersagli del virus Nipah. I sottotipi di questi recettori hanno una distribuzione complessa in tutto il corpo; è rilevante che il recettore dell'efrina B3 abbia un'espressione particolarmente elevata in alcune regioni del prosencefalo.

## Evoluzione
È probabile che questo virus abbia avuto origine nel 1947. Esistono due cladi di questo virus: uno con origine nel 1995 e un secondo con origine nel 1985. Il tasso di mutazione è stato stimato essere 6,5 × 10 -4 sostituzione/sito/anno, simile ad altri virus a RNA. Sulla base dei dati di sieroprevalenza e dell'isolamento del virus, il serbatoio principale del virus Nipah è stato identificato nei pipistrelli della frutta, tra cui Pteropus vampyrus e Pteropus hypomelanus, entrambi presenti in Malesia.
Si pensa che la trasmissione del virus Nipah dalle volpi volanti ai maiali sia dovuta a una crescente sovrapposizione tra gli habitat dei pipistrelli e i porcili della Malesia peninsulare. Nella fattoria esaminata, i frutteti erano nelle immediate vicinanze della porcilaia. In questa circostanza urina, feci e frutta parzialmente mangiata dai pipistrelli venivano a contatto con i maiali. Successivi studi dimostrarono che la ricaduta virale nei suini potrebbe essersi verificata, in Malesia dal 1996. Nel 1998, la diffusione virale venne favorita dal trasferimento di suini infetti in altri allevamenti, dove si sono verificati nuovi focolai.
Il virus Nipah è stato classificato dal CDC statunitense come agente di categoria C.

## Sintomi
I sintomi più comuni derivati dall'infezione del virus Nipah sono:
- Febbre;
- Mal di testa;
- Dolore muscolare (mialgia);
- Vomito;
- Gola infiammata.

Questi sintomi possono essere seguiti da condizioni più gravi, tra cui:
- Vertigini;
- Sonnolenza;
- Stato di coscienza alterata;
- Encefalite acuta;
- Polmonite atipica;
- Gravi problemi respiratori;
- Convulsioni.[26]